# Татті (станційне селище)
Татті́ (каз. Тәтті) — станційне селище у складі Меркенського району Жамбильської області Казахстану. Входить до складу Таттинського сільського округу.
У радянські часи селище називалось Татти.
Населення — 296 осіб (2021; 284 у 2009, 299 у 1999, 364 у 1989).